# St. Luzia und Ottilia (Weilheim)

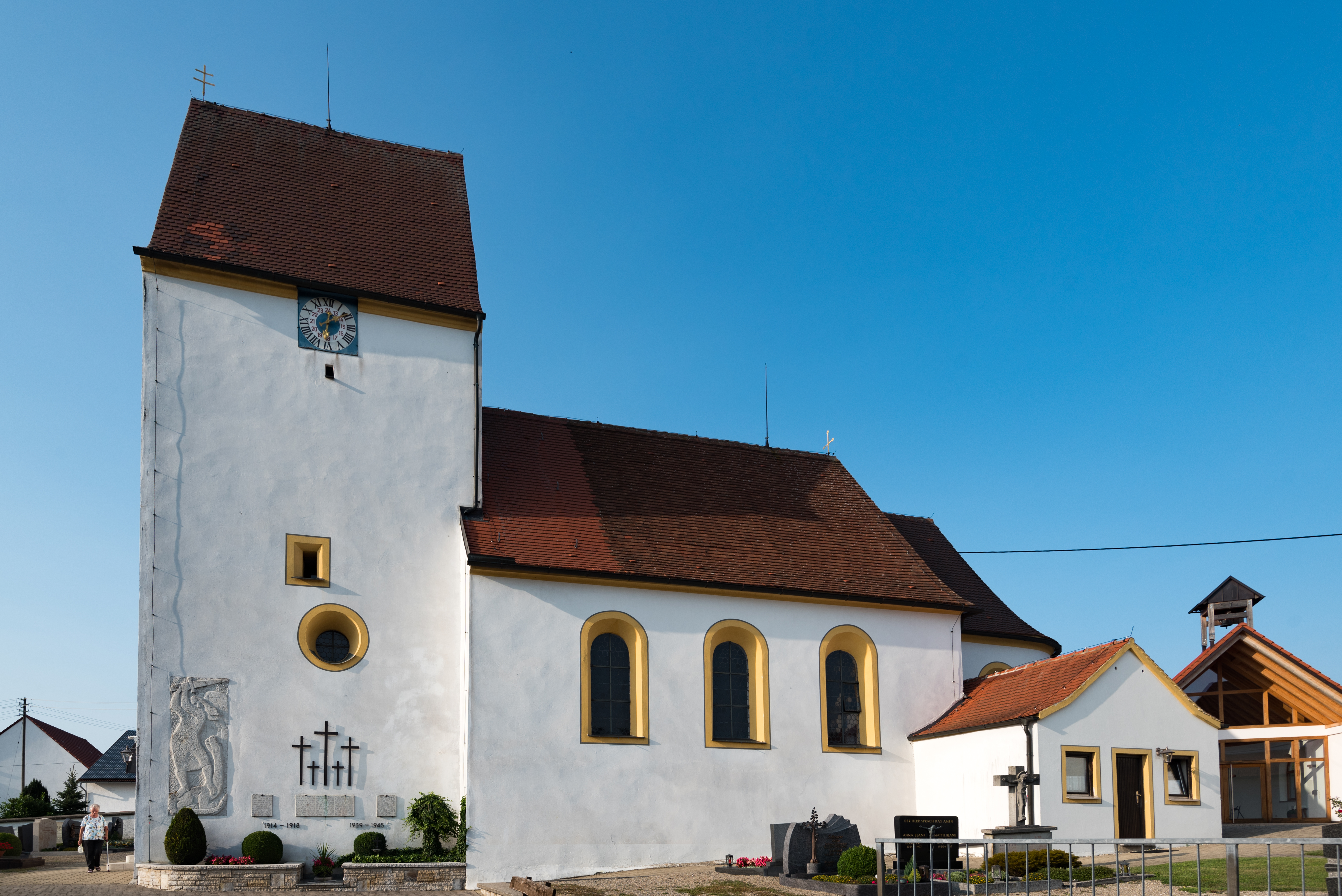
St. Luzia und Ottilia in Weilheim

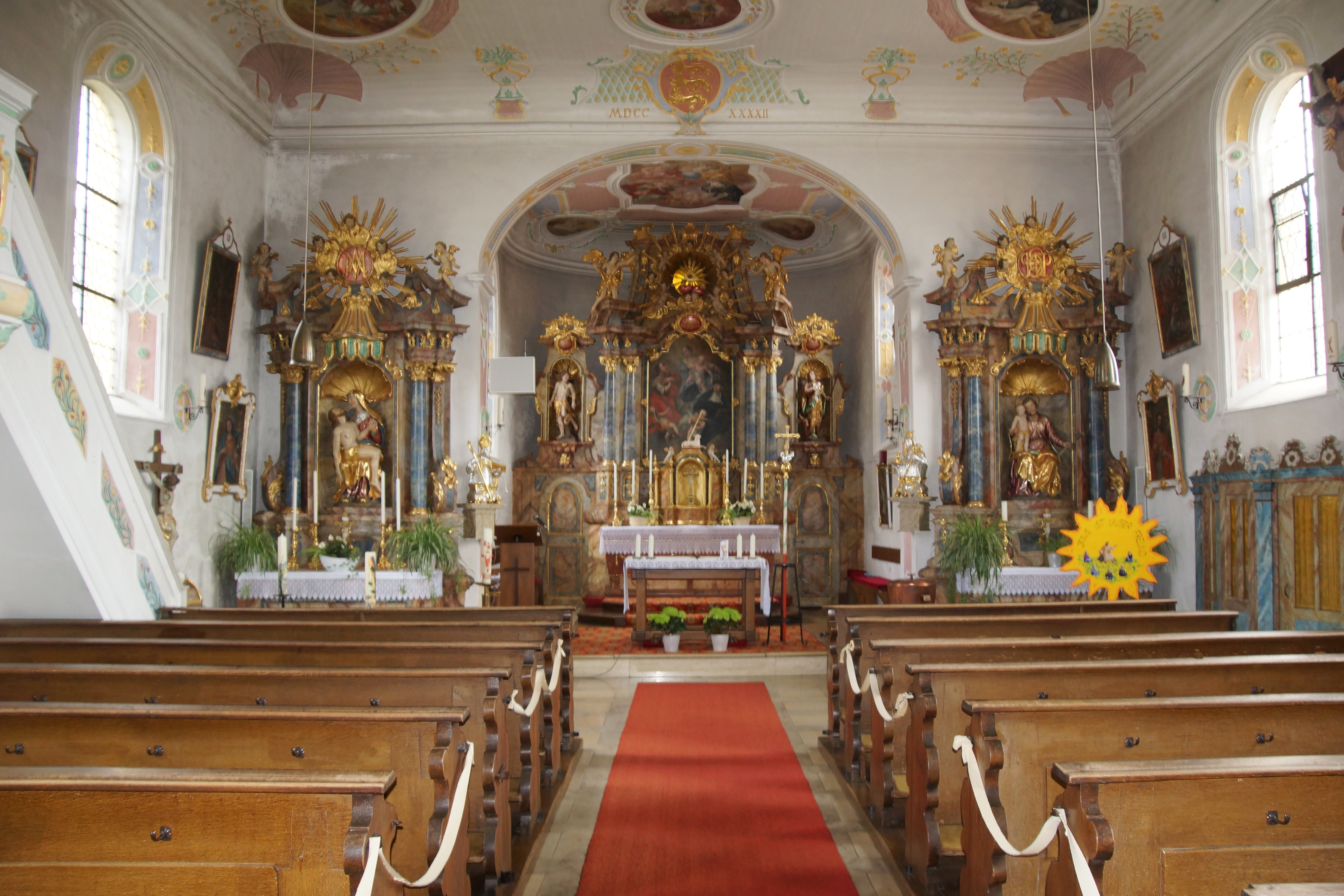
Innenraum

Die römisch-katholische Pfarrkirche St. Luzia und Ottilia steht in Weilheim, einem Gemeindeteil der Stadt Monheim im schwäbischen Landkreis Donau-Ries von Bayern. Das Bauwerk ist in der Liste der Baudenkmäler in Monheim (Schwaben) als Baudenkmal unter der Nr. D-7-79-186-67 eingetragen. Die Pfarrei gehört zum Dekanat Weißenburg-Wemding des Bistums Eichstätt.

## Beschreibung
Die Saalkirche wurde 1742 unter Verwendung des frühgotischen Kirchturms neu gebaut. Sie besteht aus einem Langhaus, einem eingezogenen, korbbogig geschlossenen Chor im Osten, einer Sakristei an der Südwand und einem Kirchturm im Westen, in dessen Erdgeschoss sich das Foyer befindet.
Der Innenraum des Langhauses ist mit einer Flachdecke überspannt. Der Stuck und die Fresken wurden 1742 eingefügt. Über dem Chorbogen befindet sich das Wappen des Bistums Eichstätt. Über den seitlichen Durchgängen des Hochaltars stehen die Statuen des heiligen Sebastian und des Wendelin. Die Orgel wurde 1997 im historischen Prospekt von der WRK Orgelbau gebaut.